# سیارک ۵۳۰۲۹
سیارک ۵۳۰۲۹ (به انگلیسی: 53029 Wodetzky، نامگذاری:1998WY6) پنجاه و سه هزار و بیست و نهمین سیارک کشف شده‌است که در ۲۲ نوامبر ۱۹۹۸ کشف شد.